# Yaw damper

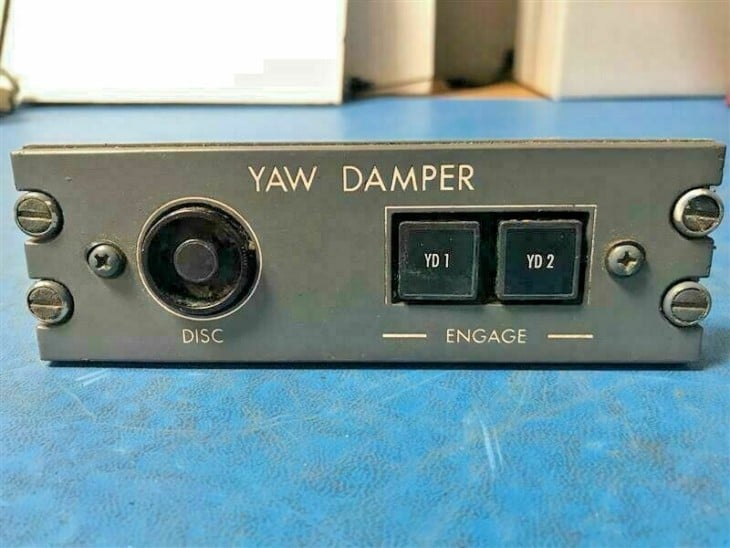
Stabilitásjavító rendszer

A yaw damper egy olyan stabilitásjavító rendszer, amit arra használnak, hogy csökkentsék vagy "elnyomják" a repülőgép nemkívánatos hajlamait az ismétlődő oldalirányú görgető és irányváltó mozgásban, amit dutch rollnak hívnak. Számos modern repülőgép, legyen az sugárhajtású vagy hajtóműves, ilyen rendszerekkel van felszerelve.
A yaw damper használata kiváló repülési komfortot biztosít, mivel automatikusan megakadályozza a kellemetlen irányváltást és oldalirányú lengéseket, valamint csökkenti a pilóta munkaterhelését. Néhány repülőgépen kötelező, hogy a yaw damper minden időben működőképes legyen repülés közben egy meghatározott magasság felett, több légitársaság is veszélyesnek minősítette a repülést aktív yaw damper nélkül.

## Tervezés
A yaw damper rendszer egy sor gyorsulásmérőből és érzékelőből áll, amelyek figyelik a repülőgép irányváltási sebességét, ezek elektronikusan összekapcsolódnak egy repülőgép számítógépével, amely feldolgozza ezeket a bemeneteket, és automatikusan irányítja a kormányhoz csatlakozó aktuátorokat. Gyakorlatilag ezek a műveletek hasonlóak a pilóta kormánypedálokkal végzett mozdulataihoz, csak ezek automatizáltak. A yaw damper által előidézett kormányzó mozgások segítenek megnyugtatni a repülőgépet, és segítik a pilótaszemélyzetet a stabil repülés fenntartásában. A yaw damper fő célja, hogy a repülőgépet könnyebbé tegye a vezetés szempontjából, mivel megszünteti a szükségét annak, hogy a pilóta aktívan ellenálljon az ilyen tendenciáknak. Egy hatékony yaw damper szükségtelenné teheti, hogy a pilóták a kormánypedálokat használják a repüléssel kapcsolatos fordulatok során számos repülőgépen, beleértve a sugárhajtásúakat is. Néhány repülőgép, például a Boeing 727 és a Vickers VC10 utasszállító repülőgépek több yaw damper rendszerrel van felszerelve, mivel működésüket kritikusnak tartják repülés biztonság szempontjából.
Annak ellenére, amit a neve sugallhat, a yaw damper nem gátolja vagy csökkenti a szándékos (pl. a pilóta által vezérelt) irányváltásokat, mivel ez megzavarná a szokásos fordulókat és más, elvárt repülési manővereket. A rendszer célja inkább az esetleges és irányítatlan irányváltási mozdulatok elleni fellépés, amelyeket siklásnak vagy oldalszakadásnak lehetne jellemezni. Egyhajtóműves repülőgépen különösen hasznos a rendszer a "halszálka" tendencia kiegyenlítésében, amely simábbá teszi a függőleges stabilizátor bal-jobb mozgásait, és javítja az utazási kényelmet. Különösen hasznos a swept wing szárnyakkal rendelkező repülőgépeken, különösen azokon, amelyek T formájú farokelrendezést használnak, aktív yaw damper rendszer nélkül ezek a repülőgéptípusok hajlamosak a dutch roll jelenségre, ahol az irányváltó mozdulatok ismétlődő csavarszerű rezgéseket eredményezhetnek, amelyek súlyos esetben túlzott szintekre is fokozódhatnak, ha hatékonyan nincsenek ellensúlyozva.
A yaw dampert általában lekapcsolják a földön, és röviddel a felszállás után kapcsolják be; a felszállás során aktív yaw damper potenciálisan elrejthet súlyos problémákat, például motorhiba esetén. Ugyancsak gyakran lekapcsolják a rendszert a leszállás előtt, mivel az korlátozhatja a pilóta irányítási jogosultságát a kritikus pillanatban, a földet érésnél. Számos modern repülőgépen, amely fel van szerelve yaw damperrel, a rendszerek automatikusan bekapcsolnak, amint a repülőgép eléri a beállított magasságot (pl. 200 láb), a régebbi repülőgépeken általában a repülőszemélyzet manuálisan választhatja ezt a funkciót. A pilótáknak különösen figyelniük kell, amikor másik repülőgép-típusra váltanak, amely rendelkezik yaw damperrel, és amikor olyan repülőgépeken repülnek, amelyek nem rendelkeznek ilyen rendszerrel. Szokássá vált, hogy ezeket a rendszereket más repülőgép-avionikai elemekkel kapcsolják össze, lehetővé téve számukra, hogy együttműködjenek más funkciókkal, például a robotpilótával. A yaw damper funkcióját könnyen szimulálhatják különböző szoftvercsomagok, például a MATLAB.

## Fordítás
Ez a szócikk részben vagy egészben  a   Yaw damper című angol Wikipédia-szócikk ezen változatának fordításán alapul.  Az eredeti cikk szerkesztőit annak laptörténete sorolja fel. Ez a jelzés csupán a megfogalmazás eredetét és a szerzői jogokat jelzi, nem szolgál a cikkben szereplő információk forrásmegjelöléseként.